# Santu Lussurgiu
Santu Lussurgiu (IPA pronuncia italiana: /ˈsantu lusˈsurʤu/, pronuncia locale:  [ˈsantu lusˈsurʣu]; toponimo in sardo, in italiano sarebbe «San Lussorio») è un comune italiano di 2 157 abitanti della provincia di Oristano in Sardegna.
Sorge sul versante orientale della regione storica del Montiferru a 503 metri sul livello del mare.

## Geografia fisica
Il territorio è montagnoso e collinare. La quota più elevata è di 1050 m s.l.m. mentre la meno elevata è di circa 200 m s.l.m.

### Territorio
Il territorio del comune è in gran parte montuoso. Si estende sul versante orientale del Montiferru fino all'altipiano di Abbasanta verso est dove sugherete si alternano ai pascoli. Cima più alta del Montiferru (Monte Urtigu) cade interamente nel territorio lussurgese. I fitti castagneti e lecceti, minacciati nel 1994 e nel 2021 dai gravissimi incendi che devastarono il Montiferru, fanno da cornice al paese.
Si assume comunemente che il paese si sviluppi all'interno di un'antica e inattiva conca vulcanica. In realtà è vero che tutto il massiccio del Montiferru sia di origine vulcanica ma non è provato che il sito dove si sviluppa il paese sia un cratere. L'abitato si sviluppa dai 490 m s.l.m. (Bia 'e Torru) e i 600 m s.l.m. (Sa Sedda). L'ingresso Sud è situato a circa 510 m s.l.m., mentre gli ingressi a Nord Ovest a circa 545 m s.l.m.
- Classificazione sismica: zona 4 (sismicità molto bassa), ordinanza PCM n. 3274 del 20/03/2003.

#### Idrografia
Il territorio di Santu Lussurgiu è ricco di sorgenti e corsi d'acqua. Le sorgenti più conosciute sono sicuramente quelle di San Leonardo de Siete Fuentes l'acqua delle quali è anche imbottigliata.
Quasi alla sommità del Montiferru, alla quota di circa 1 000 metri si trova la sorgente di Elighes Uttiosos dove dalle radici di lecci secolari sgorga la fresca acqua di sorgente, il nome significa infatti "lecci gocciolanti".
All'interno del paese, oltre a varie fontanelle e zampilli sparsi, troviamo la fontana di Su Sauccu sita proprio su un tornante della strada principale, il viale Azuni.
Sulla strada provinciale che porta a Cuglieri, a 2,5 km dall'abitato si trova la fontana de Sa Preda Lada sormontata da una Madonna votiva. La sorgente omonima, poco più a monte, origina il rio Preda Lada che è il tratto più a monte del riu di Mare Foghe che va ad alimentare lo stagno di Cabras.
Proseguendo sulla stessa strada, a circa 800 metri di quota, in un tratto pianeggiante della via, si trova la sorgente di Silvanis, nascosta nella fitta vegetazione di agrifogli e lecci. Nei dintorni troviamo i resti di un grande insediamento nuragico.
Lungo la strada di penetrazione agraria che si collega alla strada provinciale 15, leggermente addentrata nella vegetazione, si trova la fontana de Sos Crabalzos le cui acque si gettano nel riu Bau 'e Mela. Il suo nome poco più a valle diventa riu Sos Molinos e, scorrendo verso la pianura, alimentato da numerosi affluenti di modesta portata, va a formare il riu Mannu di Milis che infine sfocia nel riu di Mare Foghe.
Sono vari i corsi d'acqua che solcano il territorio alimentati dalle numerose sorgenti. Costituirono da sempre una grande ricchezza prima nell'allevamento e nell'agricoltura poi nella fiorente attività pre industriale delle macchine alimentate dalla potenza dei torrenti che fecero di Santu Lussurgiu una ricca comunità.
Alle pendici della cima Rocca de sa Pattada nasce il fiume Riu Mannu che, percorrendo una sorta di semicerchio di 28 km di lunghezza attraverso il tavolato vulcanico a ovest del Montiferru, sfocia in mare a punta Foghe.

### Clima
Data la posizione racchiusa fra i monti i venti, soprattutto il Maestrale, soffiano più attenuati rispetto ad altre località del Montiferru.
La stazione meteorologica più vicina è quella di Macomer che dista 17 km in linea retta verso nord-est. Si trova alla stessa quota ma l'altopiano su cui sorge Macomer è più esposto ai venti e alle gelate rispetto a Santu Lussurgiu.
La tabella riporta le medie mensili per le misurazioni effettuate nella stazione meteorologica nel trentennio dal 1951 al 1980.
| Macomer (1951-1980)        | Mesi | Mesi | Mesi | Mesi | Mesi | Mesi | Mesi | Mesi | Mesi | Mesi | Mesi | Mesi | Stagioni | Stagioni | Stagioni | Stagioni | Anno |
| Macomer (1951-1980)        | Gen  | Feb  | Mar  | Apr  | Mag  | Giu  | Lug  | Ago  | Set  | Ott  | Nov  | Dic  | Inv      | Pri      | Est      | Aut      | Anno |
| -------------------------- | ---- | ---- | ---- | ---- | ---- | ---- | ---- | ---- | ---- | ---- | ---- | ---- | -------- | -------- | -------- | -------- | ---- |
| T. max. media (°C)         | 9,3  | 10,0 | 12,4 | 15,0 | 19,8 | 24,2 | 28,3 | 28,3 | 24,6 | 19,1 | 13,7 | 10,5 | 9,9      | 15,7     | 26,9     | 19,1     | 17,9 |
| T. min. media (°C)         | 3,7  | 3,7  | 5,1  | 7,0  | 10,4 | 13,8 | 16,6 | 17,0 | 14,6 | 10,9 | 7,5  | 5,1  | 4,2      | 7,5      | 15,8     | 11,0     | 9,6  |
| Precipitazioni (mm)        | 70   | 90   | 60   | 40   | 50   | 20   | 0    | 10   | 40   | 70   | 80   | 90   | 250      | 150      | 30       | 190      | 620  |
| Giorni di pioggia          | 8    | 9    | 6    | 5    | 5    | 3    | 0    | 1    | 5    | 7    | 7    | 9    | 26       | 16       | 4        | 19       | 65   |
| Umidità relativa media (%) | 85   | 82   | 76   | 72   | 72   | 60   | 53   | 55   | 65   | 76   | 79   | 82   | 83       | 73,3     | 56       | 73,3     | 71,4 |

- Classificazione climatica: zona D, 1684 GG

## Origini del nome
Il suo nome deriva dal santo militare Lussorio, che sarebbe stato martirizzato nel 303 o nel 304 sotto l'imperatore romano Diocleziano; il nome del santo viene citato per la prima volta in un documento del 559 indirizzato da papa Gregorio Magno al vescovo di Cagliari Gianuario.

## Storia

### Preistoria e storia antica
La presenza umana nel territorio di Santu Lussurgiu è attestata sin da epoche prenuragiche, considerate le domus de janas, tra le quali sono notevoli per ampiezza e tecnica costruttiva quelle di Matziscula, verso Abbasanta, non mancando anche alcuni dolmen. Numerosi sono i nuraghi e alcuni in buono stato di conservazione. Numerose sono anche le Tombe dei Giganti e alcuni pozzi sacri. I
I Nuraghe meglio conservati sono Elighe Onna e ancor di più Piricu, che svetta per 15 metri e conserva due piani perfettamente agibili. Impossibile non ricordare le strutture nuragiche di Sa Rocca 'e su Para (Monte Pertusu) dove si recavano i frati camaldolesi in preghiera durante il medioevo.
Alcune strutture nuragiche sono considerate misteriose: In Sa Rocca 'e Zorzia si trova un imponente bastione quadrangolare, che domina dai suoi 1000 m s.l.m. di quota; oppure vari altari nascosti in mezzo ai boschi fino all'altopiano di Abbasanta.
Il passaggio dei Romani è anch'esso visibile con resti di villaggi come quello di Santa Ittoria, Camputzola e Banzos, dove si trovano resti di terme, e di Monte Agudu. Santu Lussurgiu vide l'arrivo del cristianesimo, che si sovrappose ai culti pagani, grazie a San Lussorio, che qui predicò ed eresse una piccola chiesa, per poi morire martire a Fordongianus.

### Storia medievale
Riguardo all'origine del paese, si racconta tradizionalmente che avvenne in seguito all'abbandono del borgo di San Leonardo de Siete Fuentes da parte degli abitanti originari. Si racconta che a causa di una lite fra loro, due importanti famiglie lasciarono San Leonardo. Una fondò il paese di Iscanu, Scano di Montiferro, sul versante Ovest del massiccio montuoso e l'altra fondò Santu Lussurgiu sul versante Est. Nonostante la leggenda fra le due comunità corrono ottimi rapporti.
Santu Lussurgiu nacque nel medioevo attorno al Santuario di San Lussorio (oggi chiesa di Santa Croce), la cui struttura attuale risulta consacrata nel 1185. Molto più importanti erano i centri di Lucentina (oggi scomparso, ma vari resti si trovano a 2 km dal paese, nella zona di Lughentinas, già abitata in epoca romana) e San Leonardo, secondo il Liber Censuum del Papa Onorio III.
Il territorio in cui oggi sorge il paese fece parte del Giudicato di Torres fino al 1259 poi del Giudicato di Arborea nella curatoria del Montiverru fino al 1410 quando, a seguito della battaglia di Sanluri, il territorio perse la sua indipendenza e cadde sotto il controllo degli aragonesi.
Eleonora d'Arborea, riconoscendo il valore dei Cavalieri lussurgesi nelle guerre Sardo-Aragonesi, fece dono agli abitanti di vari appezzamenti di terreno.
La fondazione di San Leonardo de Siete Fuentes, risalente al XII secolo, è antecedente a quella di Santu Lussurgiu. Quando intorno alla chiesa del santo di Noblac si stabilì un insediamento stabile, nel sito dove oggi sorge la chiesa di Santa Croce era presente solo un santuario con le reliquie di San Lussorio.
Degli atti del Liber Censuum del XIII secolo, attestano l'esistenza di un altro villaggio, Lucentina, che sorgeva a pochi chilometri dal santuario di San Lussorio in direzione dell'attuale Abbasanta nella zona che oggi prende il nome di Lughentinas. Nello stesso periodo intorno al santuario si era formato un primo insediamento stabile.
Per motivi attribuibili alle guerre e alla epidemia di peste che nel XIV secolo sconvolse l'Europa gli insediamenti medievali di San Leonardo e Lucentina persero importanza e abitanti mentre crebbe quello di Santu Lussurgiu. Il primo di spopola mentre del secondo non resta traccia. Non sarebbe quindi esatta la tradizione che vuole il comune fondato dagli abitanti del vicino San Leonardo de Siete Fuentes: i due borghi ebbero invece vicende storiche separate, che solo successivamente si incontrarono.
San Leonardo de Siete Fuentes, conosciuta appunto per le sue sette fontane (Siete Fuentes), sorse attorno alla chiesa omonima, di stile romanico, intorno al 1100. La zona, per la sua salubrità e per la presenza di abbondante acqua, venne scelta per fondarvi un ospedale da parte dei Cavalieri di San Lazzaro, che curavano i soldati di ritorno dalle crociate e i lebbrosi.
L'ordine ebbe un tale sviluppo da portare alla costruzione di un nuovo ospedale, anch'esso sotto la protezione di San Giovanni Battista: l'ordine prese quindi il nome di Giovannìti o cavalieri di San Giovanni Gerosolimitàno, e successivamente quello dei Cavalieri di Malta. Man mano che l'ospedale cresceva d'importanza, la chiesa di San Leonardo fu ampliata conservando in parte lo stile romanico e solo in alcune parti assunse lo stile gotico dell'epoca.
La zona godette in questo periodo di elevato prestigio e cospicue ricchezze, epoca che terminò con la conquista aragonese, in quanto i beni ricaddero nelle mani dei feudatari ispanici. L'amministrazione delle proprietà venne affidata ai preesistenti Cavalieri di Malta che lottizzarono l'area agricola suddividendola ai lussurgesi, e tuttora nella zona della borgata di San Leonardo è possibile riconoscere il regolare reticolo dei muri e dei sentieri. A questo punto gli abitanti delle "Settefontane", rimasti senza proprietà private, si stabilirono a Santu Lussurgiu, ma anche nella vicina Scano Montiferro per poter usufruire delle porzioni di terreno.
Nel 1417, in epoca aragonese, il paese venne incorporato nella baronia di Montiferro, data in feudo dal Re d'Aragona Alfonso V il Magnanimo a Guglielmo de Montagnana.
Alla fine del Quattrocento passò per Santu Lussurgiu il beato Bernardino da Feltre, che fondò la chiesa di Santa Maria degli Angeli e il convento dei Frati Minori Osservanti che, come in altri luoghi in cui operarono i monaci, ebbe grande importanza per lo sviluppo sia spirituale che culturale del paese.

### Storia moderna
Nel 1761 fu fondata da Giovanni Battista Massidda l'istituzione del Monte Granatico come deposito di grano di mutuo prestito per i coltivatori.
Alla fine del Settecento e inizi dell'Ottocento diversi abitanti si resero attivi protagonisti dei moti rivoluzionari sardi accesi dall'illuminismo francese e inglese e inseriti nei moti riformisti europei iniziati nel secolo XVIII. Personaggi lussurgesi che ebbero maggior risalto in queste vicende storiche furono i fratelli Obino, fra i quali don Michele Obino, amico e parente di Giovanni Maria Angioy, don Antonio Martino Massidda e don Francesco Giuseppe Massidda, i fratelli Antonio Giovanni Carta e Pietro Paolo Carta.
L'avversione al regime feudale e all'autorità piemontese causò non pochi problemi a Carlo Felice di Savoia che in una sua lettera al fratello Placido Benedetto conte di Moriana, governatore di Sassari esternò tutto il suo disprezzo per Santu Lussurgiu: «Sono mendicanti perché non hanno ben accolto un uomo prezioso come Voi. Ho intenzione di inviare l'ordine di demolire l'intero paese, che non ne resti pietra su pietra, e che tutti gli abitanti siano passati a fil di spada».

### Storia contemporanea
Nel 1839, con la soppressione del sistema feudale, il paese venne riscattato agli Amat di San Filippo, ultimi feudatari, divenendo un comune amministrato da un sindaco e da un consiglio comunale.
A metà del 1800 grazie a cospicui lasciti di Pietro Paolo Carta e Giovanni Andrea Meloni, ai quali si aggiunsero quelli di Luigi Cerchi e Nicolò Carippa, fu fondato l'Istituto Salesiano Carta-Meloni che restò attivo fino all'anno 2000.
Dagli inizi del 1900 Santu Lussurgiu seguì le vicende storiche degli altri paesi del Montiferru facendo parte della provincia di Cagliari e fu capoluogo di mandamento insieme a Bonarcado.
Nel 1906 Antonio Gramsci frequentò il Ginnasio comunale del quale non fu molto soddisfatto: «un piccolo ginnasio in cui tre sedicenti professori sbrigavano, con molta faccia tosta, tutto l'insegnamento delle cinque classi».
Durante il fascismo fu originario del paese il politico Francesco Maria Barracu, ministro della Repubblica Sociale Italiana.
Il 22 giugno 1969 Antonio Simon Mossa architetto e politico sardo tiene a San Leonardo de Siete Fuentes un convegno politico col quale getta le basi dell'indipendentismo moderno.

### Simboli
Lo stemma e il gonfalone sono stati concessi con decreto del presidente della Repubblica del 12 gennaio 2007.
Il gonfalone è un drappo di giallo.

## Monumenti e luoghi d'interesse

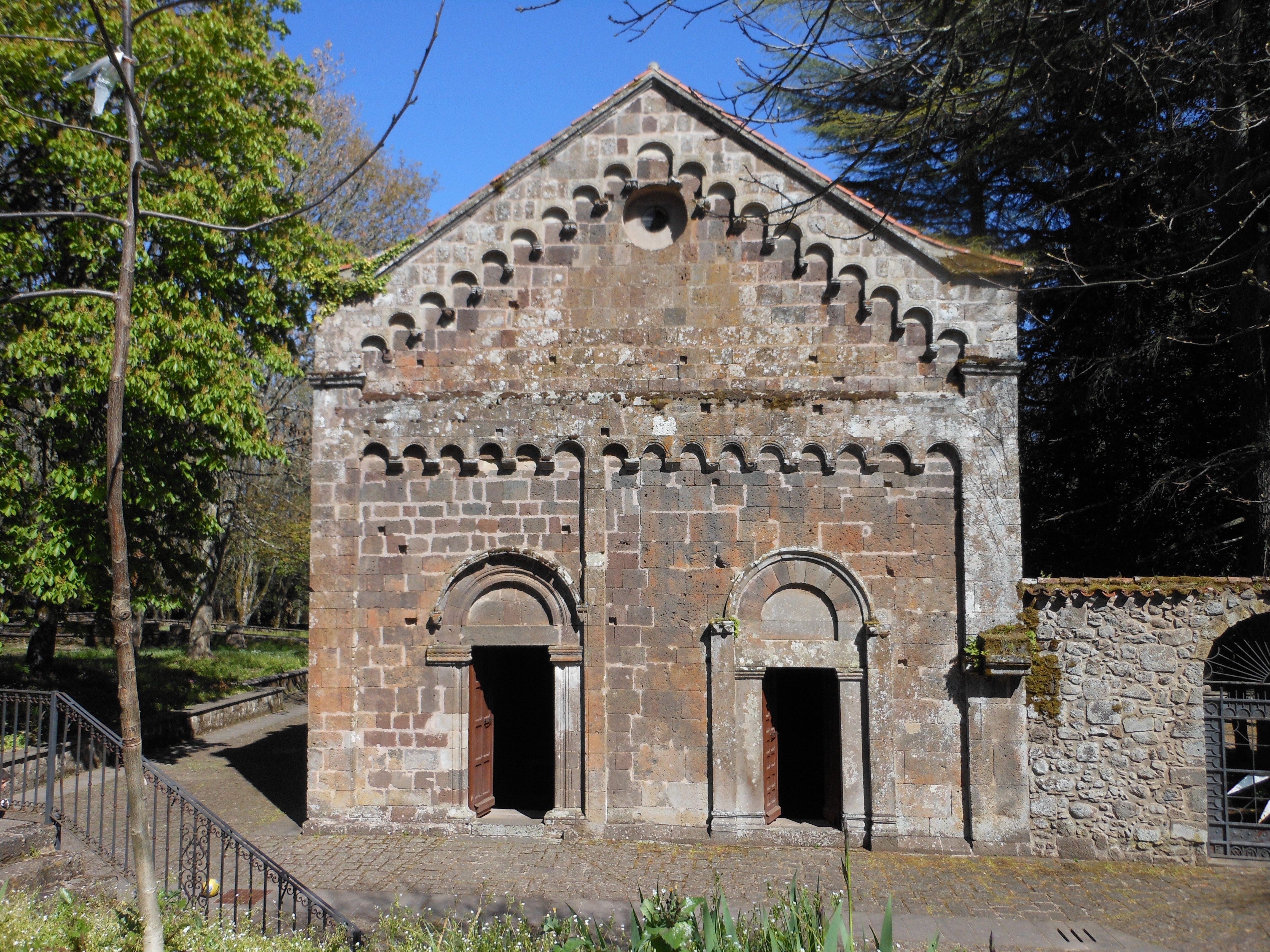
San Leonardo di Siete Fuentes

### Architetture religiose

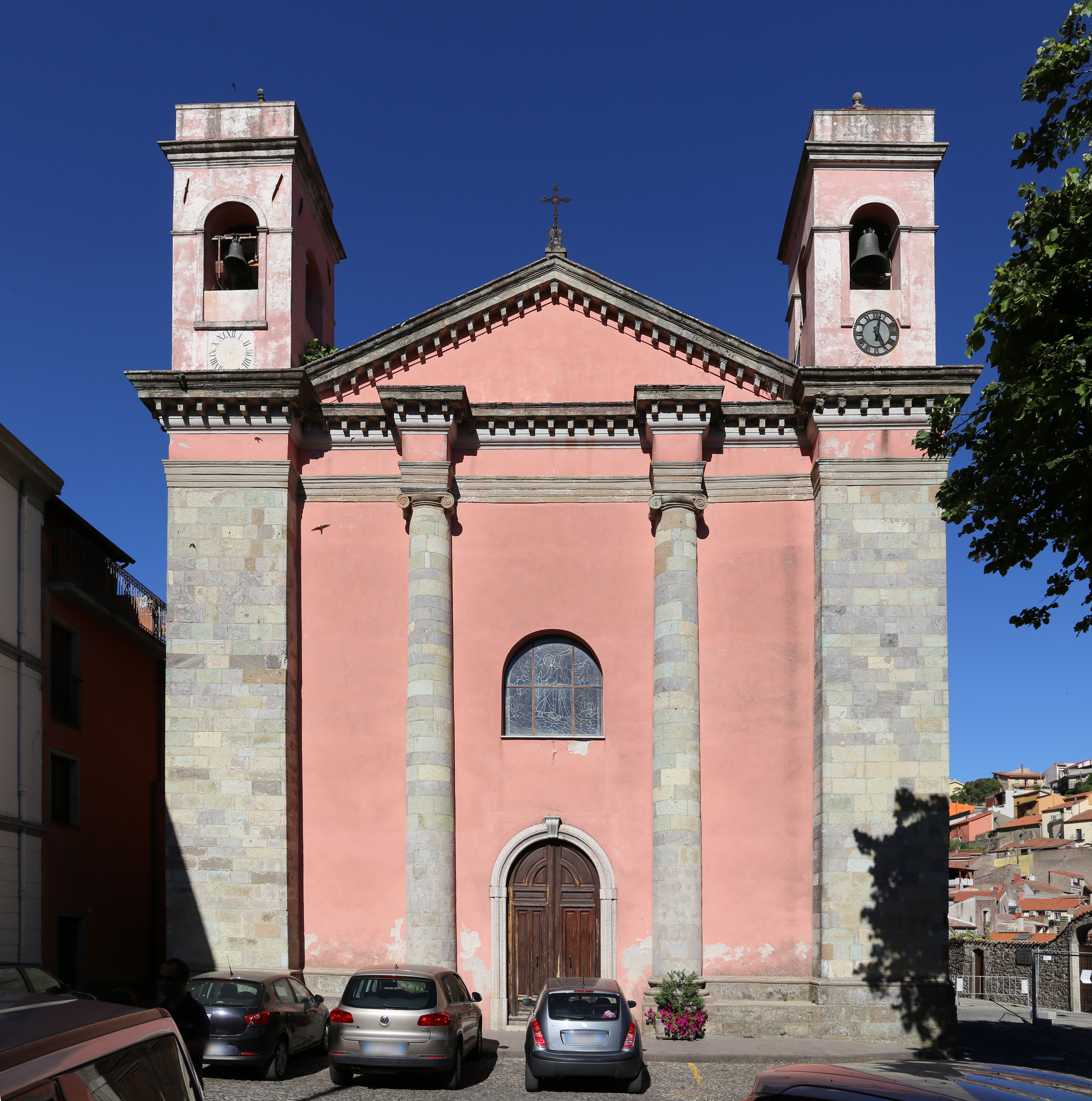
Chiesa di San Pietro

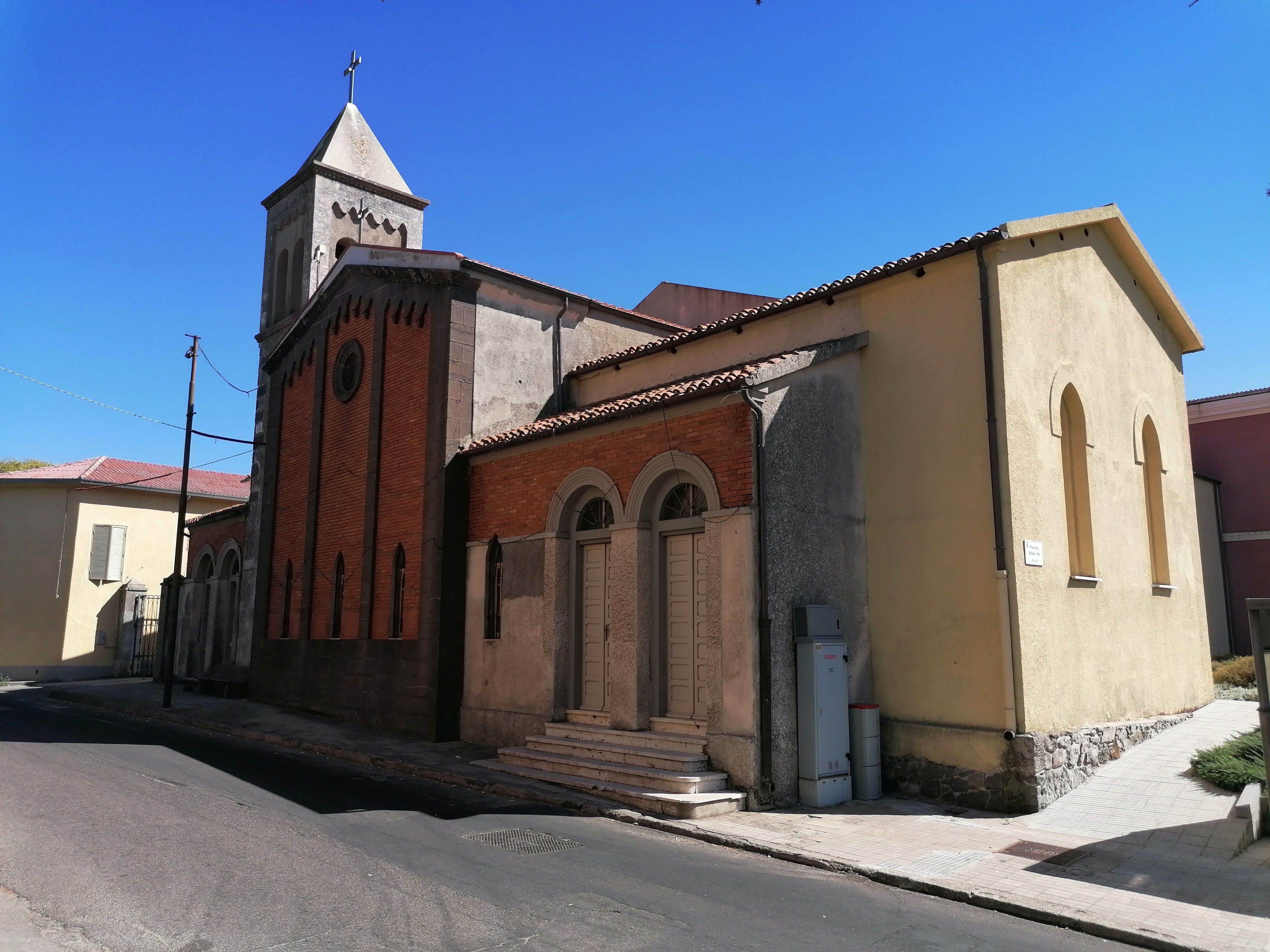
Chiesa Don Bosco situata all'ingresso del paese sulla via principale

- Chiesa di Santa Croce, in origine intitolata a san Lussorio ne custodiva le sue reliquie. Una pergamena ritrovata durante un restauro data la consacrazione dell'altare al 15 gennaio 1185;
- Chiesa di Don Bosco, recentemente restaurata
- Chiesa della Madonna del Carmine
- Chiesa di San Leonardo de Siete Fuentes
- Chiesa di Santa Maria degli Angeli
- Chiesa parrocchiale di San Pietro Apostolo

### Siti archeologici
Il paese è ricco di chiese e il suo territorio conta vari siti archeologici fra cui alcuni nuraghes in buono stato di conservazione.
- Nuraghe Elighe Onna, si erge ben visibile su un'altura a pochi chilometri dall'uscita di San Leonardo verso Macomer.
- Nuraghe Piricu, conserva ancora intatto il primo piano.
- Nuraghe Procarzos
- Nuraghe Banzos A
- Nuraghe Banzos B
- Nuraghe Mura Lavros de suba, su un declivio basaltico a 3 chilometri dal paese verso est.
- Nuraghe Zuanne Madau
- Domus de janas di Matzìscula: 5 domos a poche centinaia di metri dal nuraghe Procarzos;
- Domo de janas di Mandra 'e Caddos, sulla strada provinciale che porta ad Abbasanta;
- Villaggio di Monte Agudu (periodo tardo nuragico): a 923 m s.l.m., si trova sulla strada prov. 19.

### Siti di epoca preindustriale
- Mulini
- Gualchiere, macchine idrauliche usate per la follatura dell'orbace

### Altri siti caratteristici
Segue una rassegna non esaustiva di siti degni di interesse nel territorio di Santu Lussurgiu.

#### Centro storico

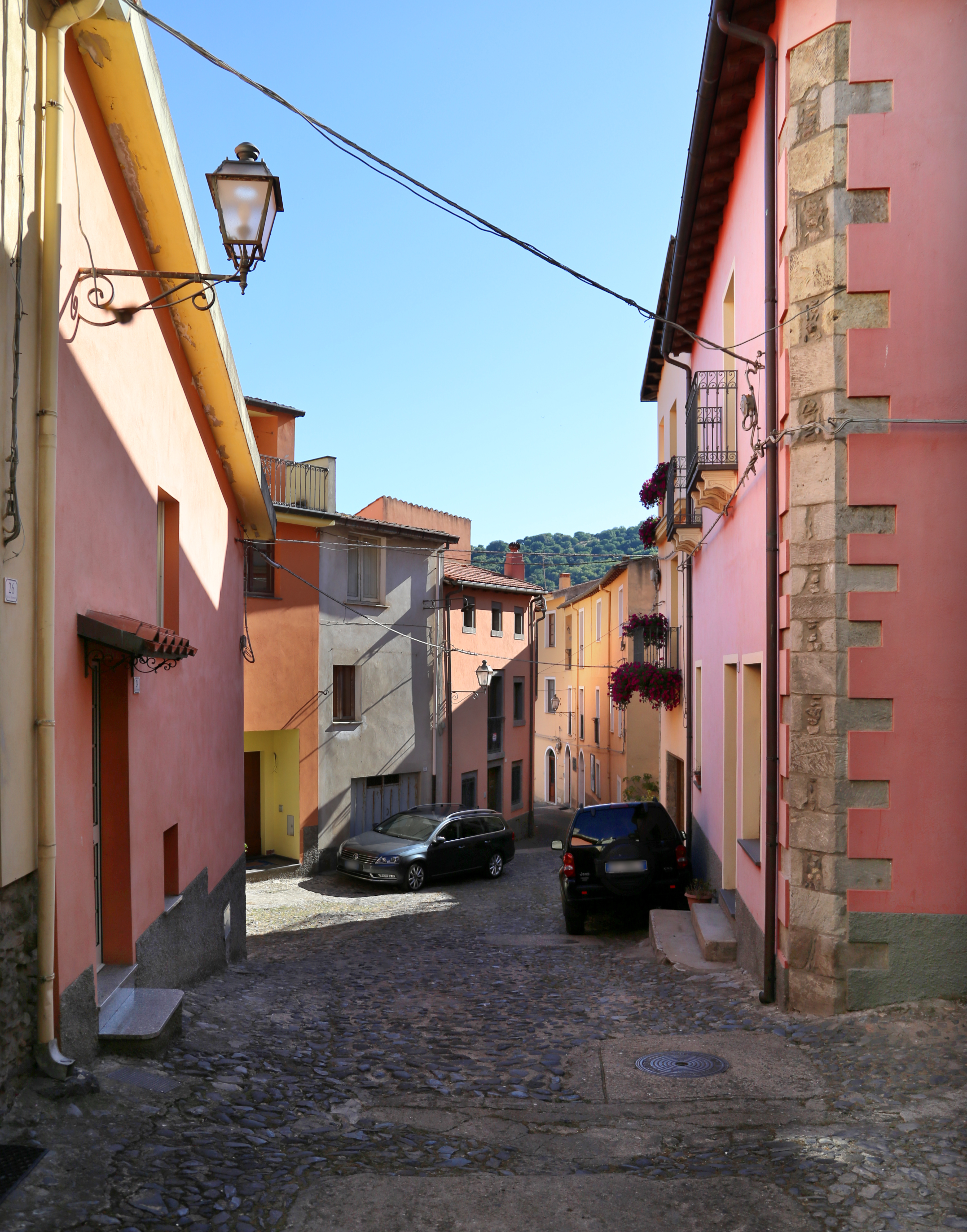
Uno scorcio del centro storico

In tutto il centro storico si è conservato l'acciottolato che costituisce una peculiarità e una ricchezza del paese. Anche se in alcuni tratti ha necessità di manutenzione, offre al paese scorci e ambienti suggestivi.
Le vie sono strette e spesso in ripida pendenza, le automobili possono trafficarle solo per alcuni tratti.
Tante sono le case che negli ultimi anni stanno riprendendo vita e bellezza con lavori di restaurazione che spesso portano a vista i muri di massicce pietre basaltiche o di tufo.
Oltre alle piccole case di abitazione su due o tre piani si trovano anche vistose case padronali alcune restaurate e molto suggestive.

#### Terrazza panoramica
La terrazza panoramica è stata ricavata sull'affioramento roccioso, che prende il nome di Sa Rocca. Raggiungendo quota 530 m s.l.m., domina il centro storico del paese.

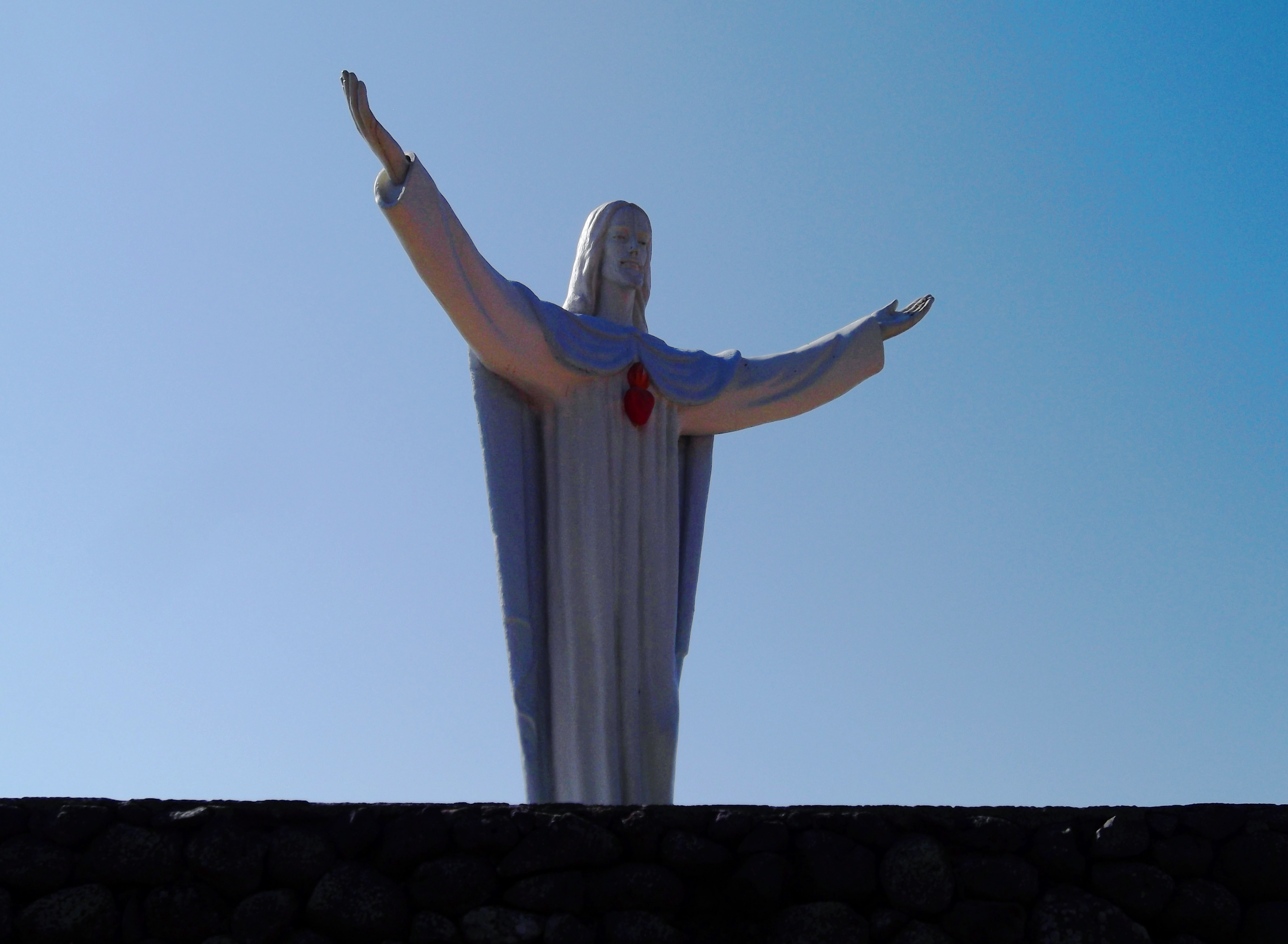
Cristo del Sacro Cuore dell'artista Edgardo Mugnoz.

All'estremità della terrazza, nel 1970 è stata messa a dimora la statua del Cristo del Sacro Cuore realizzata da Edgardo Mugnoz. La statua in vetroresina è alta 4,5 metri ed è stata recentemente restaurata ripristinando i colori originari.
Dalla terrazza è possibile ammirare l'intero centro storico e la cornice di monti e dei boschi che li ricoprono. Non è possibile vedere da essa la parte relativamente recente del paese che si estende verso est e che comprende fra gli altri il rione di Zannabile, il rione di S'Eligheddu e la zona artigianale.
È facilmente raggiungibile da viale Azuni, la via principale, passando per viale don Giovanni Bosco e via don Anselmo Cerrotti. 40.140556°N 8.654444°E

#### Cascate di Sos Molinos

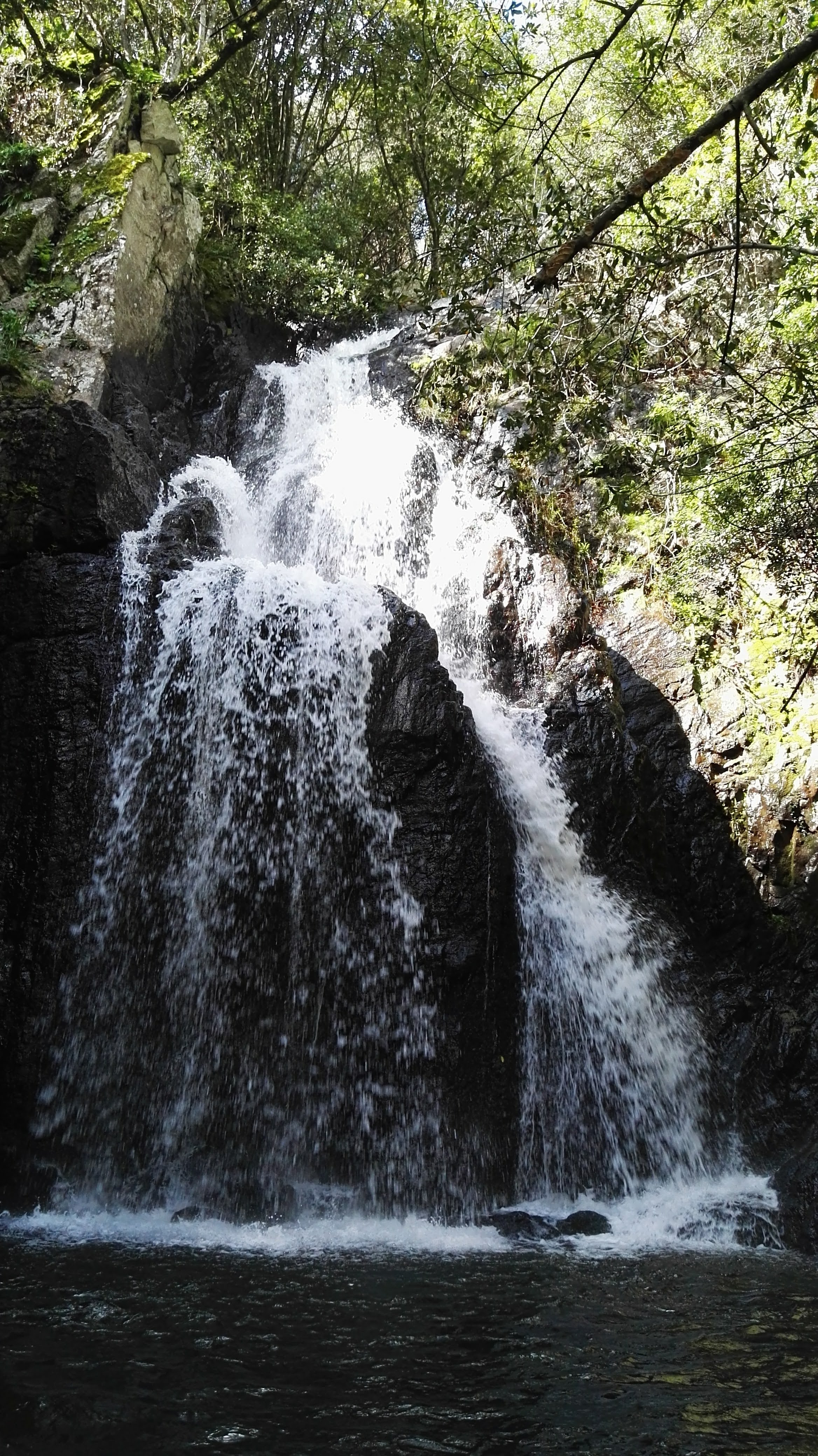
Cascate Sos Molinos

Al confine amministrativo tra Santu Lussurgiu e Bonarcado, sul rio Sos Molinos in prossimità della Strada Provinciale n° 15 è possibile visitare le cascate de Sos Molinos, Istrampu 'e Sos Molinos in sardo. In prossimità delle cascate sono accessibili i resti delle strutture che ospitavano mulini e gualchiere, le quali furono concessi già in epoca remota dal Priorato di Bonarcado ai mugnai di Santu Lussurgiu, i quali ne fecero richiesta, vista la comodità e la vicinanza al proprio centro abitato, stipulando un regolare contratto di enfiteusi che prevedeva di pagare un canone in denaro o corrispondente ad una quantità di prodotti lavorati. Il salto principale è di circa 15 metri, sono precedute a monte da laghetti naturali chiamati Foios e la cascata si getta in un laghetto artificiale ottenuto sbarrando il corso pochi metri più a valle.

#### Funtana longa
Nell'area di Pabarile è liberamente accessibile un parco alberato messo a dimora in seguito al rimboschimento. È situato nei pressi della sorgente di Funtana Longa e da essa prende il nome. Il parco è attrezzato con alcuni tavoli e posti a sedere
È raggiungibile svoltando a sinistra, lungo una strada in terra battuta, poco dopo il chilometro 7 della strada provinciale 19 in direzione Cuglieri. A poca distanza dal bosco è possibile godere del panorama verso l'altopiano di Abbasanta.

#### Alberi monumentali
Il Decreto del Capo dipartimento delle politiche europee e internazionali e dello sviluppo rurale del Ministero delle politiche agricole e forestali 5450 del 19/12/2017, pubblicato nella Gazzetta Ufficiale del 12/02/2018, approva l'elenco degli alberi monumentali.
Nel territorio di Santu Lussurgiu è stato censito come albero monumentale un antico Castanea sativa sito nel centro abitato della frazione di San Leronardo.
La pianta ha due fusti, il più antico di circonferenza di 477 cm e il più giovane di circonferenza di 63 cm. L'altezza massima è di 11 metri ed è sito alle coordinate 40.179476°N 8.66397°E

#### Centro trasmittente di Punta Badde Urbara
Di interesse tecnico è la stazione di ripetitori radio situata a punta Badde Urbara alla quota di 950 m s.l.m. Fra essi è presente il ripetitore della RAI entrato in funzione il 1º dicembre 1956. A causa di un errore di trascrizione in alcuni documenti ci si riferisce a esse come ripetitori di punta Badde Urbana.
In realtà la zona in cui sono ubicate le antenne si chiama "Crastos Nieddos" (Pietre Nere), la reale Badde Urbara (Valle Ùrbara) si trova 1km più in basso. Il toponimo forse deriva da Murva, in quanto nei boschi lì presenti sono soliti scendere i mufloni prima dell'arrivo del gelo.

#### Sorgente Elighes Uttiosos
La Sorgente di Elighes Uttiosos è situata a 950 metri di quota, l'acqua fresca di questa sorgente sgorga da una roccia passando attraverso le radici dei lecci secolari, il nome significa infatti "lecci gocciolanti". Il corso d'acqua che da questa sorgente ha origine attraversa il tavolato basaltico per una lunghezza di circa 13 km e sfocia nell'insenatura di Santa Caterina di Pittinuri.

#### Altro
- Cascate di Predas Rujas (Bia Josso)
- Monte Urtigu
- Valle di Bau 'e Mela
- Valle di Bia Josso
- Sa Preda Lada
- Bosco di Funtana Longa

## Società

### Evoluzione demografica
Nell'anno 1416 Ferdinando I d'Aragona in seguito alla conquista della Sardegna a scapito del Giudicato di Arborea (avvenuta nel 1409 dopo la battaglia di Sanluri) ordina un censimento delle popolazioni risiedenti nelle originarie curatoriàs arborensi. Santu Lussurgiu, con una popolazione di 668 abitanti, risulta la villa più popolosa fra le quattro della curatorìa del Montiverru seguita da Cuglieri con 200 abitanti, Scano di Montiferro con 100 abitanti e Salamor con 40 abitanti.
Nell'anno 1840, Vittorio Angius per uno studio commissionato da Goffredo Casalis riporta una popolazione di 4 469 abitanti:
Le risultanze del decennio furono di annuali matrimonii 40, nascite 125, morti 65.»
(Vittorio Angius, XIX secolo, Dizionario Angius-Casalis)
L'andamento del numero di abitati dal 1861 a oggi è in un primo tratto crescente, con il picco posizionato prima della prima guerra mondiale, poi decrescente. In occasione della guerra migliaia di sardi furono costretti a partire lasciando il lavoro e la famiglia causando gravissime ripercussioni sull'economia e sul tessuto sociale delle comunità. Santu Lussurgiu conta 78 caduti durante il 1915-1918 e 37 durante la seconda guerra mondiale. Anche l'emigrazione degli anni cinquanta e sessanta diede un drastico contributo allo spopolamento.
Abitanti censiti

### Tradizioni e folclore
Vittorio Angius nel 1840 descriveva così il modo di vestirsi dei lussurgesi nel 1800.
Le donne amano il sajo nero per le gonnelle e molte crespe alla parte posteriore, e l’adornano nella falda d’un nastro verde. Il busto suol essere di seta, il giuppone di panno verdastro o caffè, e portano come velo un fazzoletto di colore, il quale, secondo la condizione è di maggiore o minor prezzo, di seta o di cotone. Ammirasi una gran pulitezza.»
(Vittorio Angius, XIX secolo, Dizionario Angius-Casalis)
Alberto La Marmora era solito passare e soggiornare a Santu Lussurgiu durante i suoi studi per la presenza nel suo territorio del Monte Urtigu sul quale piazzò un suo segnale trigonometrico.
Nel suo Itinerario in Sardegna descrive così il vestiario del paese nella prima metà dell'Ottocento.
(Alberto La Marmora, Itinéraire de l'ile de Sardaigne : Vol. II. Pagg 41-42)
Il costume da allora è cambiato, soprattutto quello degli uomini che hanno acquisito l'uso dei pantaloni in fustagno. Nel 1995 la Pro Loco propose di riportare l'abito femminile allo stato attestato dalle fonti del 1800.

### Lingue e dialetti
La variante del sardo parlata a Santu Lussurgiu è riconducibile al logudorese centrale o comune

## Cultura
Numerosi personaggi di origine lussurgese si distinsero per le loro opere. In ordine cronologico incontriamo il vescovo gesuita di Tempio e poi di Terralba Giovanni Sanna (1664-1736); Michele Obino (1769-1839), docente all'Università di Sassari e fra gli animatori dei moti rivoluzionari sardi contro il feudalesimo; Don Nicolò Meloni, agronomo, e suo figlio Don Deodato Meloni che portarono importanti innovazioni nella coltivazione della vite e nell'allevamento del cavallo; il politico Francesco Maria Barracu, ministro della Repubblica Sociale Italiana.
Nelle epoche successive, si costruì una scuola di grammatica e retorica da affidare agli Scolopi, il cui centro culturale fu poi affidato ai Salesiani e fu un importante centro di cultura per tutta l'isola. Tra i numerosi alunni della scuola vi fu anche il fondatore del Partito Comunista Italiano Antonio Gramsci. Di fine Ottocento è poi la figura di Nicolò Meloni, agronomo, che apprese in Monferrato e insegnò agli abitanti di Santu Lussurgiu le tecniche di coltivazione intensiva della vite.

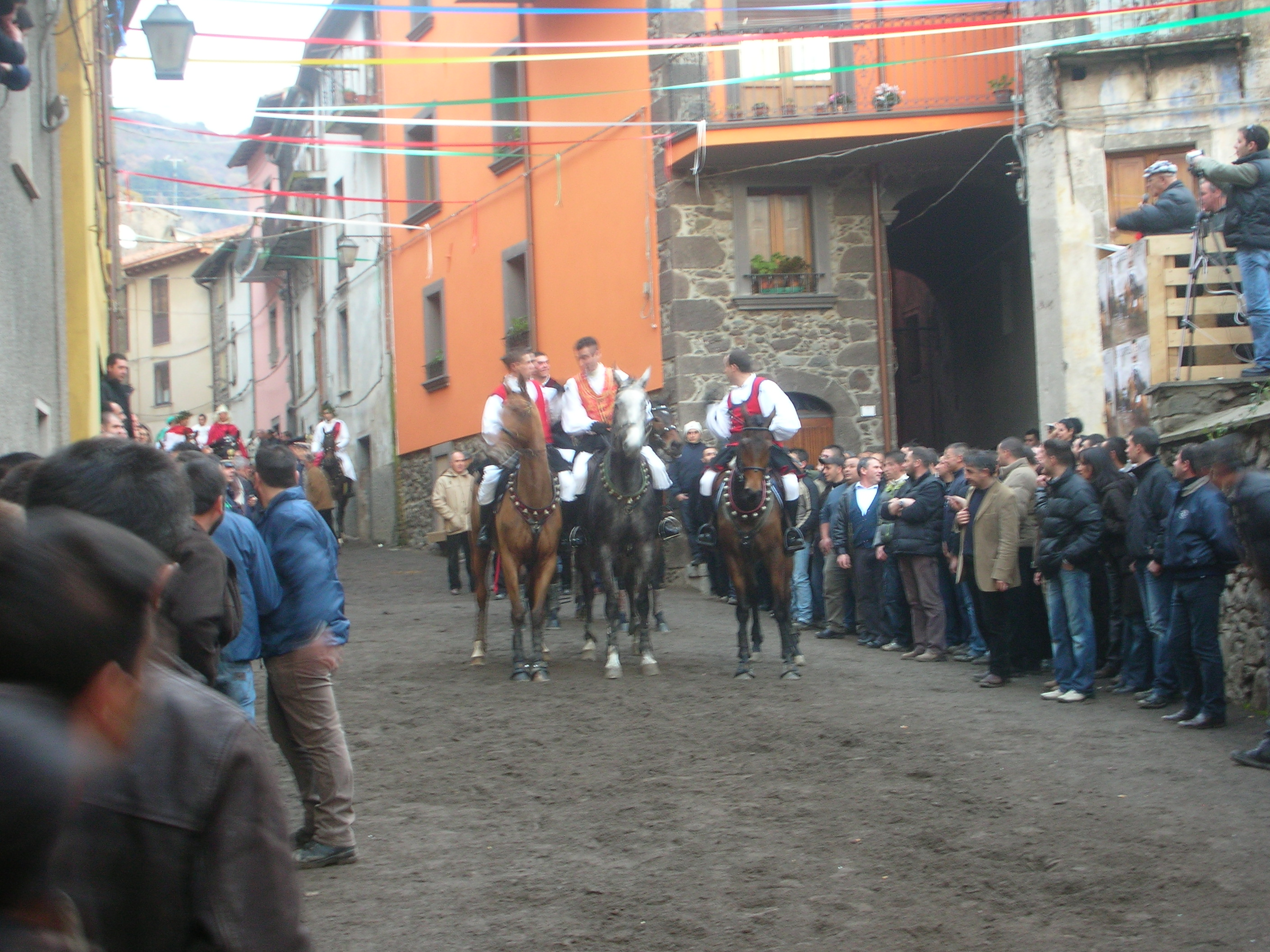
Sa carrela 'e nanti

### Eventi
Fra le manifestazioni si segnala:
- Sa Carrela 'e Nanti, si svolge nei tre giorni di carnevale;
- Cantigos in Carrela, si tiene nei primi mesi dell'anno in generale una settimana prima del carnevale;
- Sa Chida Santa, rievocazione tradizionale della passione di Cristo nella settimana che precede la Pasqua;
- Cavalli in fiera, la fiera regionale del cavallo che nel 2006 ha compiuto il centenario;[22]
- Ardia de su Coro 'e Zesus si svolge nei primi giorni di luglio;
- Ardia de Santu Lussurzu si svolge il 21 agosto in onore del patrono;
- Artes e Sabores si svolge nel periodo di Natale.

### Associazionismo
L'associazionismo è molto praticato. Sono costituite varie associazioni da quelle sportive a quelle culturali e quelle legate all'equitazione.
Di particolare interesse storico e culturale sono le confraternite legate al culto religioso che si attua oltre che con funzioni minori con i più conosciuti e importanti riti de "sa Chida Santa" (la Settimana Santa).
Queste sono:
- Confraternita dell'Addolorata, fondata il 18 dicembre 1735;
- Confraternita di N.S. del Carmine, fondata il 25 maggio 1629;
- Confraternita del S. Rosario, fondata il giorno 8 maggio 1605;
- Arciconfraternita di Santa Croce, fondata probabilmente nel 1587.

È anche nelle confraternite, ma non solo, che si è tramandato il Cantu a cuncordu di carattere religioso.

### Cucina
Un prodotto tipico di Santu Lussurgiu è il Casizolu un formaggio di latte vaccino a pasta filata. È ottenuto tipicamente dal latte delle vacche di razza sardo-modicana (bue rosso) allevate tutto l'anno allo stato brado. È un presidio Slow Food. Dalla stessa pasta si ottiene anche un formaggio fresco la Triza dalla forma intrecciata con decorazioni sul dorso.
Dalla lavorazione del Casizolu e della Triza avanza l'Abbagasu un liquido grasso e denso col quale si preparano minestre a base di formaggio.
Anche la carne delle vacche sardo-modicane è apprezzata ed è anch'essa un presidio Slow Food.
L'Abbardente è un distillato noto per la caratteristica di essere ottenuta direttamente dalla distillazione del vino.

### Musei

#### Museo della Tecnologia Contadina
Situato al centro del paese, presso i locali del Centro di Cultura popolare U.N.L.A conta 11 sale espositive che raccolgono strumenti, attrezzi, macchinari tutti di origine lussurgese utilizzati in epoca preindustriale per le quotidiane attività lavorative.

### Cantu a Cuncordu
Il cantu a cuncordu, canto tradizionale a voci maschili, a Santu Lussurgiu ha una tradizione fra le più importanti dell'isola. In ordine crescente di tonalità le parti prendono il nome di Bassu, Contra, Oghe, Cuntraltu. I canti intonati in sardo o latino sono di tipo laico o religioso a seconda dei contesti.
I titoli dei testi più eseguiti sono per il repertorio profano: Istudiantina, Pastorina, S'Acchetuzedda, Ite Bella, S'Ottava Trista.
Trattano di temi amorosi o di argomenti comuni. I testi delle prime due sono vari purché rispettino la ritmica e spesso sono improvvisati in funzione del contesto.
I brani religiosi possono essere esclusivamente eseguiti durante le funzioni religiose. Alcuni di questi sono: Kyrie, Perdonu, Sa Novena, Miserere, Gloria, Credo.
Alcuni sono cantati in latino e sono strettamente legati alle funzioni della settimana santa scandendo le determinate fasi.
La tradizione e la pratica del canto è molto sentita nel paese che è meta di tanti studiosi anche internazionali.

## Geografia antropica

### Rioni e toponomastica
Fortunatamente la toponomastica lussurgese è stata fedele alla storia della Sardegna e in particolare alla storia del paese stesso. Infatti, caso raro in Sardegna, nel comune non si trovano vie intitolate alla famiglia dei Savoia, i sovrani del Regno di Sardegna che tanto ebbero in odio Santu Lussurgiu.
Trovano invece spazio Amsicora e suo figlio Iosto, i Giudicati, Mariano IV e sua figlia Eleonora d'Arborea, Leonardo Alagon. Si trovano anche personaggi storici originari del paese o che vi ebbero a che fare come Giovanni Maria Angioy e don Michele Obinu, Antonio Gramsci.
Non mancano i lussurgesi di spicco che diedero un importante contributo alla comunità suor Modesta (anche se non originaria), don Bartolomeo Meloni e Pietro Paolo Carta.
Attraversare le strade del paese è in un certo modo fare un viaggio nella sua storia e in quella della Sardegna.
Rioni:
- Sa Sedda,
- Predu Micheli,
- Zuann'Abile (storpiatura di Zann'Abile, cioè Porta dell'Aquila),
- Su Toffu,
- Dae Deu,
- Santu 'Anne,
- Santa Lughia,
- Santu Zuseppe,
- San Sebastiano,
- Sa Nughe,
- Sa Niera,
- Su Sauccu,
- Su Carmene,
- Santu Predu,
- Sa Carrela 'e Nanti,
- Sa Carrela 'e Segus,
- Cunventu,
- Sas Contzas,
- Su Montigu,
- Sa Costa,
- Tonaera (attuale via Tonnaria),
- S'Eligheddu,
- Sa Rocca,
- Binza Manna,
- Su Tancadu,
- Su Cuguruzzu,
- Tziu Frasu,
- Su Murischeddu,
- Sa Funtanedda,
- Su 'e Torrocco (storpiatura di Su 'e Don Rocco, ovvero la zona di Don Rocco)
- Bia ('e) Carru

### Frazioni

#### San Leonardo de Siete Fuentes

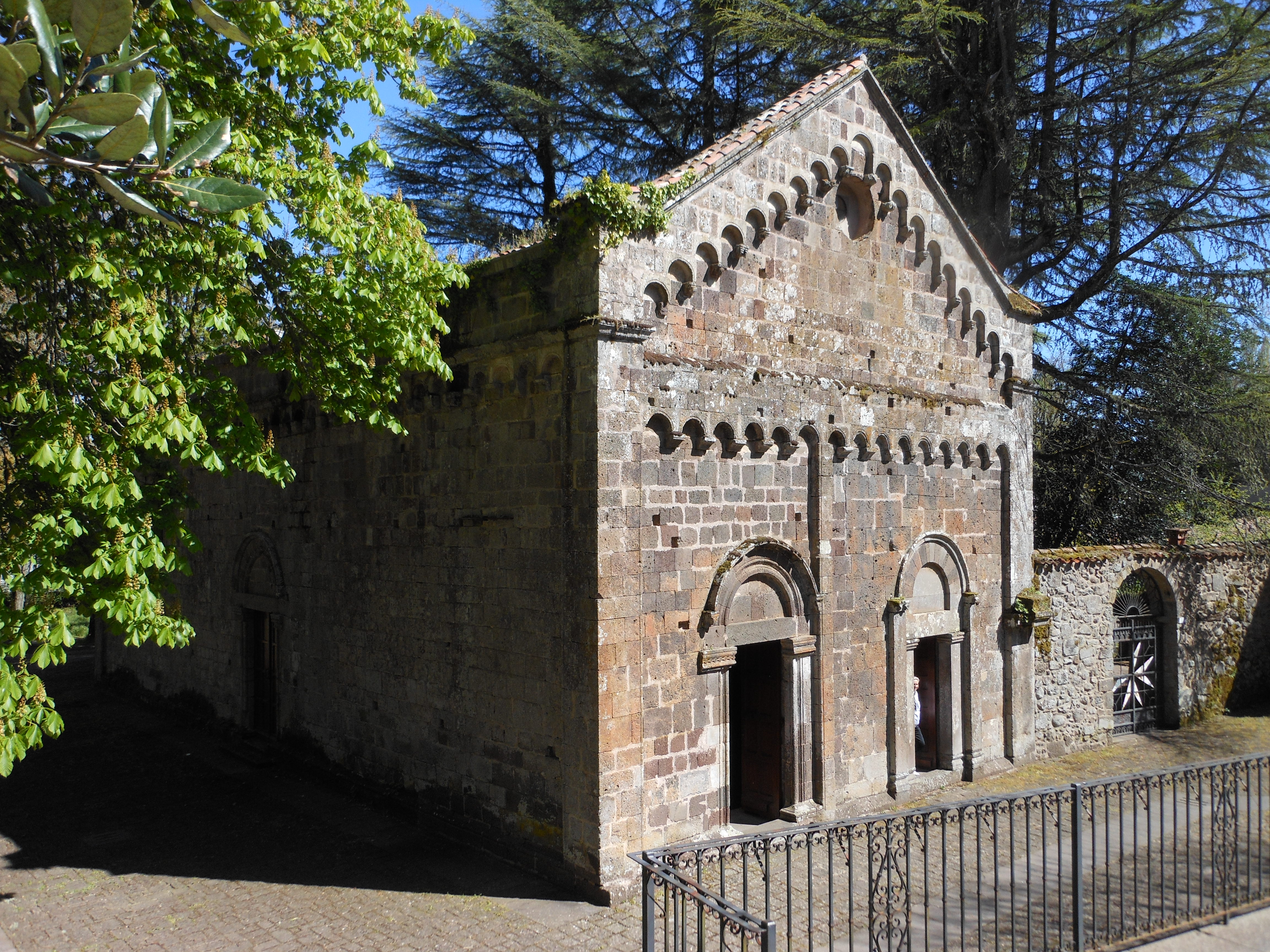
Chiesa di San Leonardo

A pochi chilometri dal paese, in direzione nord sulla SP 20, si trova la località di San Leonardo de Siete Fuentes. È un borgo abitato stabilmente da poche persone che si popola maggiormente nel periodo estivo, durante il quale, le domeniche e i giorni festivi la borgata si riempie di bancarelle e visitatori che vi cercano un clima più fresco. Si sviluppò intorno alla chiesa romanica fondata nel XII secolo e all'antico ospedale che era sede dell'Ordine ospitaliero di San Giovanni in Gerusalemme. In quel periodo Santu Lussurgiu apparteneva al giudicato di Torres che fra il 1127 e il 1182 era sotto la guida di Gonario II il quale partecipò alla seconda Crociata.
Il borgo è attualmente noto per le sorgenti siete fuentes (in lingua italiana le sette fontane), da cui sgorga acqua limpida, gelida e potabile, che alimentano un laghetto e il ruscello di San Leonardo che scorre fino alla piana di Abbasanta. Uno stabilimento imbottiglia l'acqua per la vendita nei supermercati. Il borgo è completamente immerso nel bosco di lecci e sughere. Non è raro imbattersi in alberi secolari e in particolare uno di oltre 200 anni è segnalato da una targa.
È a San Leonardo che dal 1906 nei primi giorni di giugno si svolge la Fiera Regionale del Cavallo all'interno del complesso fieristico che durante il resto dell'anno accoglie attività legate all'equitazione.

## Economia
Storicamente le attività economiche tradizionali ruotarono attorno all'agricoltura ma anche all'artigianato, alla tessitura, e addirittura alla produzione industriale, infatti all'inizio del secolo scorso venne perfezionata una distilleria specializzata nella produzione di profumi a partire dalle piante e dai fiori selvatici della zona. Tutte queste attività furono messe in crisi alla fine del secolo scorso dagli attacchi della fillossera che finì per distruggere le vigne costringendo molti abitanti ad emigrare, soprattutto verso l'America del sud. Da rimarcare anche la presenza di mulini ad acqua che sfruttavano i numerosi corsi d'acqua dell'area.
Attualmente si contano nel paese numerose botteghe artigiane: calzolerie, sellerie, sartorie, fabbri e lavoratori del ferro battuto, falegnamerie, coltellerie e un laboratorio di fotoceramiche. Rinomata è la produzione di tappeti realizzati con la tecnica "a pibiones".
Il comune è ricco di produttori agroalimentari, dalle pasticcerie ai produttori di vini e di formaggi. È presente anche una distilleria che produce il noto distillato locale, s'Abbardente, che ha la peculiarità di essere prodotto direttamente dal vino e liquori al mirto e finocchietto.
Negli anni, grazie alla cura e all'importanza data al centro storico era molto sviluppato anche il settore edilizio con muratori capaci di riportare a nuovo facciate e interni di case poggiate sulla roccia da centinaia di anni. Oggi risente, come tutte le attività, della crisi economica.
Abbondano le strutture ricettive fra bed & breakfast, alberghi diffusi, agriturismi e ristoranti. Quello di Santu Lussurgiu è spesso un turismo ricercato, attratto dalle bellezze del centro storico, dalla cucina di qualità e dall'ambiente culturale fervido coltivato tramite manifestazioni letterarie e culturali in genere.

### Equitazione ed allevamento del cavallo
Molto sentita è la passione per il cavallo. Nei primi del novecento Santu Lussurgiu era fra le principali grazie agli studi e alle innovazioni introdotte da Don Deodato Meloni nato nel 1877 e laureato in Scienze Agrarie all'Università di Pisa nel 1900.

## Infrastrutture e trasporti
Il paese è attraversato dalla SP 15 per una lunghezza di 2,5 km che prende il nome di Viale Azuni.
Il paese è raggiungibile
- da sud attraverso la SP 15 passando per Bonarcado a una distanza di 5,5 km;
- da nord attraverso la SP 19 che lo collega a Cuglieri a una distanza di 17 km o a San Leonardo svoltando sulla SP 20;
- da nord-est con la SP 77 una strada che nei primi anni del 2000 è stata migliorata e che porta a Borore a 15 km;
- da est tramite ancora la SP 15 in direzione Abbasanta a 15 km e la SP 65 in direzione di Paulilatino a 11 km.

Il collegamento più vicino alla SS 131 è tramite la SP 65 che porta a Paulilatino.
La stazione ferroviaria più vicina è quella di Paulilatino ma per importanza e frequenza dei treni è preferibile la stazione di Abbasanta a 15 km o quella di Macomer a 22 km.
L'aeroporto di Alghero-Fertilia dista 120 km e quello di Cagliari-Elmas 125 km. Il collegamento con i mezzi pubblici è più semplice con l'aeroporto di Cagliari-Elmas, è sufficiente prendere il treno dalla stazione ferroviaria dell'aeroporto inaugurata nel 2013 e scendere ad Abbasanta. A poca distanza, circa 40 km esiste l'aeroporto di Oristano-Fenosu che però non è interessato da grande traffico.
Il porto di Olbia dista 141 km mentre quello di Cagliari 131 km e il porto di Porto Torres dista 115 km.

## Amministrazione
| Periodo         | Periodo         | Primo cittadino | Partito                                       | Carica  | Note |
| --------------- | --------------- | --------------- | --------------------------------------------- | ------- | ---- |
| 26 ottobre 2020 | in carica       | Diego Loi       | Lista civica "Oggi è domani"                  | Sindaco |      |
| 31 maggio 2015  | 26 ottobre 2020 | Diego Loi       | Lista civica "Entu nou"                       | Sindaco |      |
| 31 maggio 2010  | 01 giugno 2015  | Emilio Chessa   | Lista civica: "UNITA'- TRADIZIONE- PROGRESSO" | Sindaco |      |
| 10 maggio 2005  | 31 maggio 2010  | Emilio Chessa   | Lista civica                                  | Sindaco |      |
| 17 aprile 2000  | 10 maggio 2005  | Giovanni Pinna  | Lista civica                                  | Sindaco |      |
| 24 aprile 1995  | 17 aprile 2000  | Francesca Manca | Lista civica                                  | Sindaco |      |
| 06 giugno 1990  | 24 aprile 1995  | Giampaolo Mura  | PSI                                           | Sindaco |      |
| 05 giugno 1985  | 31 maggio 1990  | Giampaolo Mura  | PSI                                           | Sindaco |      |

## Sport
La polisportiva Monterra partecipa al campionato di calcio di Prima Categoria.
Il Tennis Club Santu Lussurgiu partecipa al campionato Coppa Italia serie D3.
Ludi Quintìlis è la manifestazione sportiva che dal 2009 durante il mese di luglio dà spazio alle più varie attività sportive.
Ha ospitato nel 2009 l'arrivo della seconda tappa del Giro di Sardegna con partenza da Porto Torres. Ha visto la vittoria in volata sul traguardo di San Leonardo di Mirco Lorenzetto, che batté Daniele Bennati e Alessandro Petacchi.

### Escursionismo

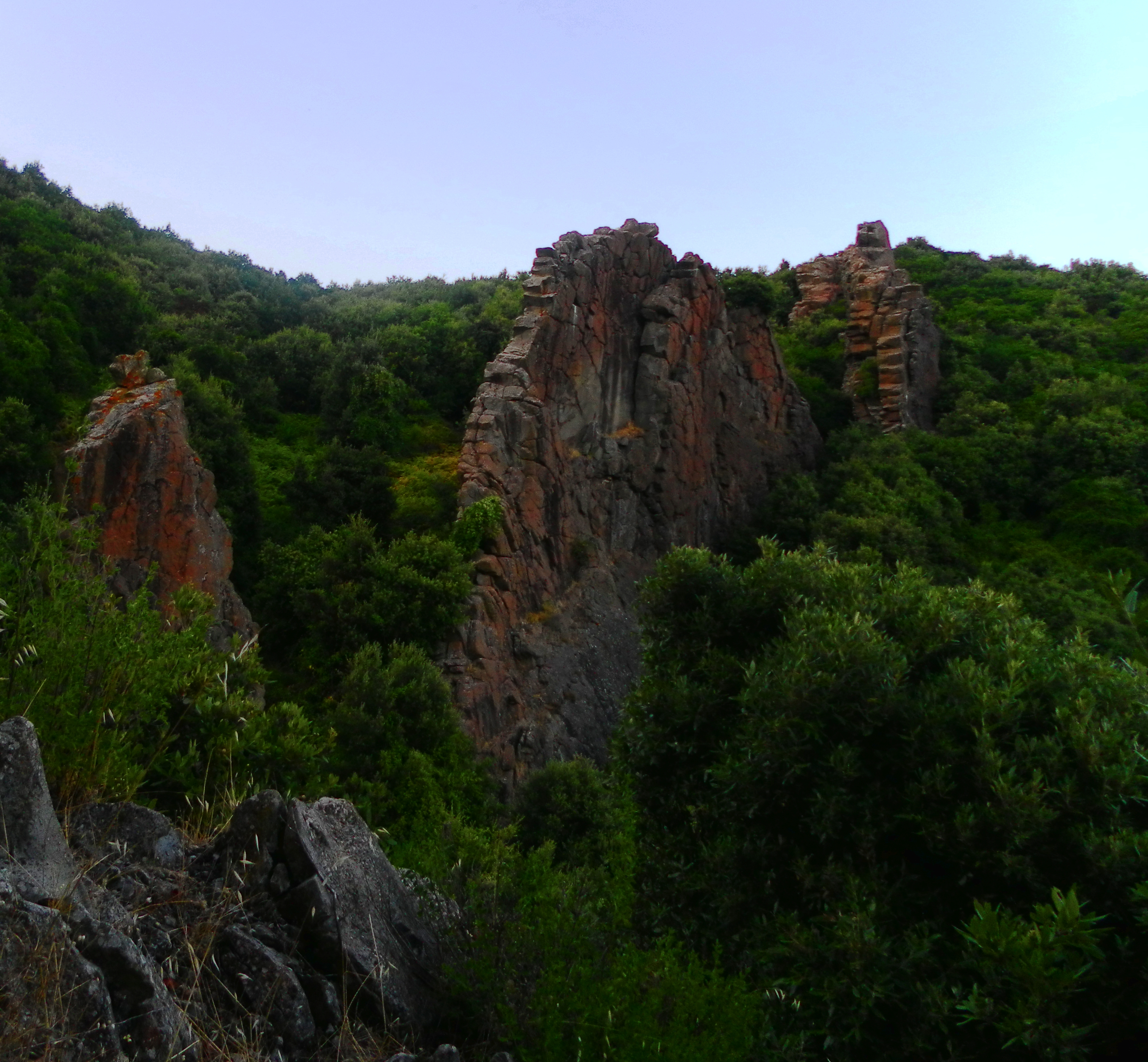
Un dicco, formazione rocciosa nella campagna di Santu Lussurgiu.

Dal paese è possibile intraprendere alcuni sentieri escursionistici che in pochi chilometri mostrano alcune delle bellezze del territorio: le cascate, le caratteristiche formazioni rocciose, i corsi d'acqua, la flora e la fauna.
È possibile raggiunge il ruscello Bau 'e Mela che scorre nell'omonima valle e che forma la cascate de Sos Molinos che prendono il nome dai mulini ad acqua e gualchiere che in epoca pre-industriale venivano usati per le attività di tessitura e confezionamento dei tessuti.
Un percorso permette di percorrere i resti ottocenteschi dell'antica strada che passando per fontana de Sa Preda Lada collegava Santu Lussurgiu con la borgata di San Leonardo e i comuni limitrofi, Scano di Montiferro e Macomer.